# Jenapharm

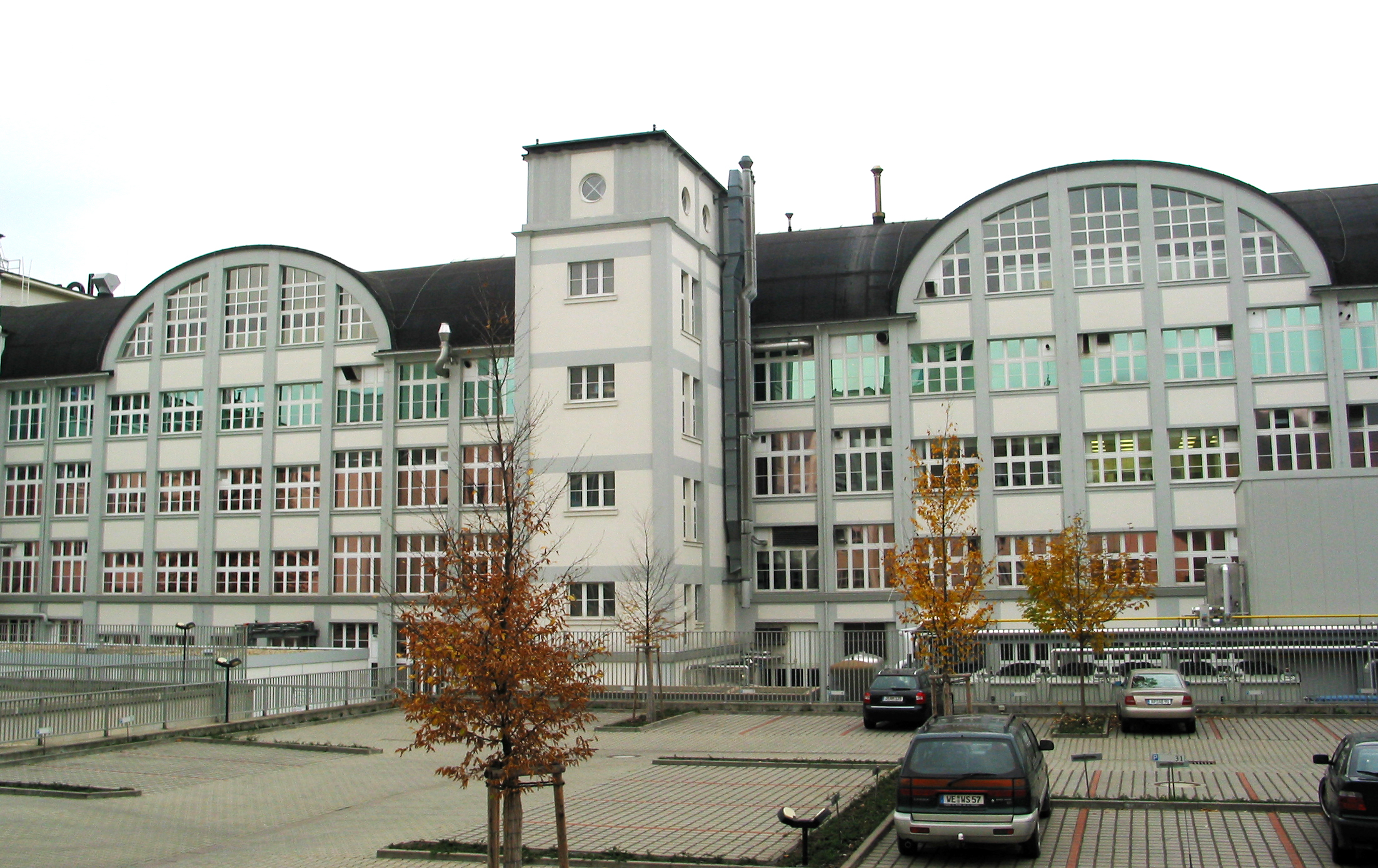
Der unter Denkmalschutz stehende Zeiss Bau 23 in Jena ist Standort des Pharmaunternehmens.

Die Jenapharm GmbH & Co. KG ist ein Unternehmen der pharmazeutischen Industrie mit Sitz im thüringischen Jena in der Otto-Schott-Straße 15.
Das bereits 1950 gegründete Unternehmen ist seit 2006 Teil der Bayer AG. Es vertreibt Präparate zur Empfängnisverhütung, für Wechseljahrbeschwerden, gynäkologische Erkrankungen, Dermatologie und Andrologie. Das Unternehmen ist deutscher Marktführer bei oralen Kontrazeptiva mit einem Marktanteil von 32,4 Prozent.

## Geschichte
Der Mikrobiologe Hans Knöll führte 1942 in Jena die erste großtechnische Penicillin-Produktion auf dem europäischen Festland ein. Aus dem zuvor von ihm gegründeten bakteriologischen Labor des Glaswerkes Schott entstand 1950 der Volkseigene Betrieb Jenapharm.
Der Schwerpunkt in der Forschung lag 1952 bei den Steroidhormonen. Anfang der 1960er Jahre wurde ein totalsynthetisches Verfahren (Torgov-Synthese) zur Herstellung von Sexualhormonen entwickelt. Die Antibabypille Ovosiston erhielt 1965 die Zulassung in der DDR. Damit wurde das Unternehmen zunächst zum führenden Hersteller dieser Verhütungsmittel und konnte in kurzer Zeit auch in mehrere Länder Mittel- und Osteuropas exportieren.
Das Präparat Klimonorm mit dem Inhaltsstoff Levonorgestrel zur Behandlung in den Wechseljahren wurde 1990 eingeführt. Im Jahr darauf verkaufte die Treuhand die Jenapharm GmbH an den in Stuttgart ansässigen Pharma-Großhändler Gehe AG. In den folgenden vier Jahren wurden die vorhandenen Anlagen modernisiert und eine Produktionsstätte im benachbarten Weimar eröffnet.
1995 wurde die Mikropille Valette mit dem Wirkstoff Dienogest zur Empfängnisverhütung auf den Markt gebracht. Kurz darauf übernahm die Berliner Schering AG die Mehrheit der Jenapharm-Geschäftsanteile. Die Antibabypille petibelle mit dem Gestagen Drospirenon wurde 2000 eingeführt. Im Jahr 2001 kam Lafamme zur Behandlung von Wechseljahresbeschwerden auf den Markt und die Schering AG übernahm die restlichen Firmenanteile.
Jenapharm ist Entwickler und Anbieter der Hormonspiralen Mirena, Jaydess und Kyleena.
Die Gründung des Geschäftsfeldes Andrologie erfolgte 2002 und die Einführung des Testosteronpräparates Testogel ein Jahr danach. Nach dem Verkauf der Therapeutika-Sparte 2004 an die Dermapharm AG lag der Schwerpunkt im Kerngeschäft Gynäkologie. 2006 erfolgte die Markteinführung des Präparates aida.
Im Juli 2018 gab der langjährige Geschäftsführer Michael Raps sein Amt auf. Ihm folgte Olaf Gerber.

## Beteiligung am Doping in der DDR

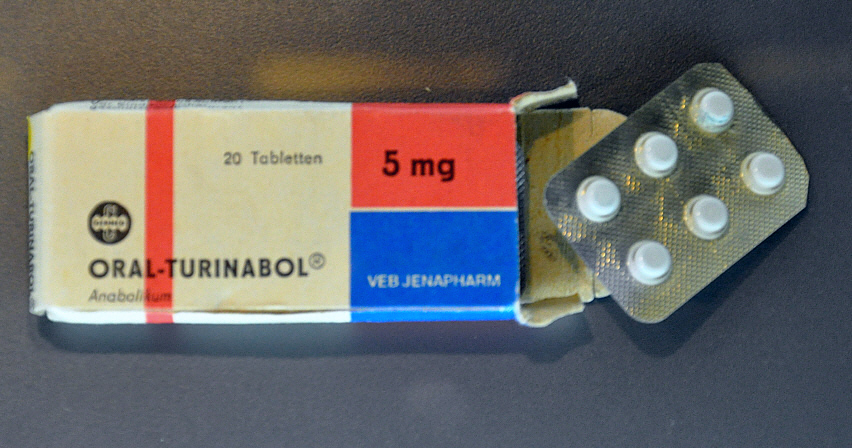
Oral-Turinabol

Wie eine vom Nachfolgebetrieb Jenapharm 2005 in Auftrag gegebene Studie feststellte, war die Firma mitverantwortlich am staatlich verordneten Doping im DDR-Leistungssport, das jahrelang mit anabolen Steroiden durchgeführt wurde, darunter auch das von Jenapharm entwickelten Oral-Turinabol. Bereits seit den 1960er Jahren stellte der Betrieb demnach sogenannte unterstützende Mittel für den Sport her, die teilweise ohne klinische Studien und damit auch nach DDR-Recht illegal an Sportler verabreicht wurden. Auch wurden Mittel zur Verschleierung der Einnahme von Dopingmittel entwickelt. 2005 folgten Klagen und Gerichtsverhandlungen. Im Dezember 2006 kam es zu einer außergerichtlichen Einigung, in der sich Jenapharm verpflichtete, an 184 Dopingopfer jeweils 9250 Euro zu bezahlen.

## Produkte (Auswahl)

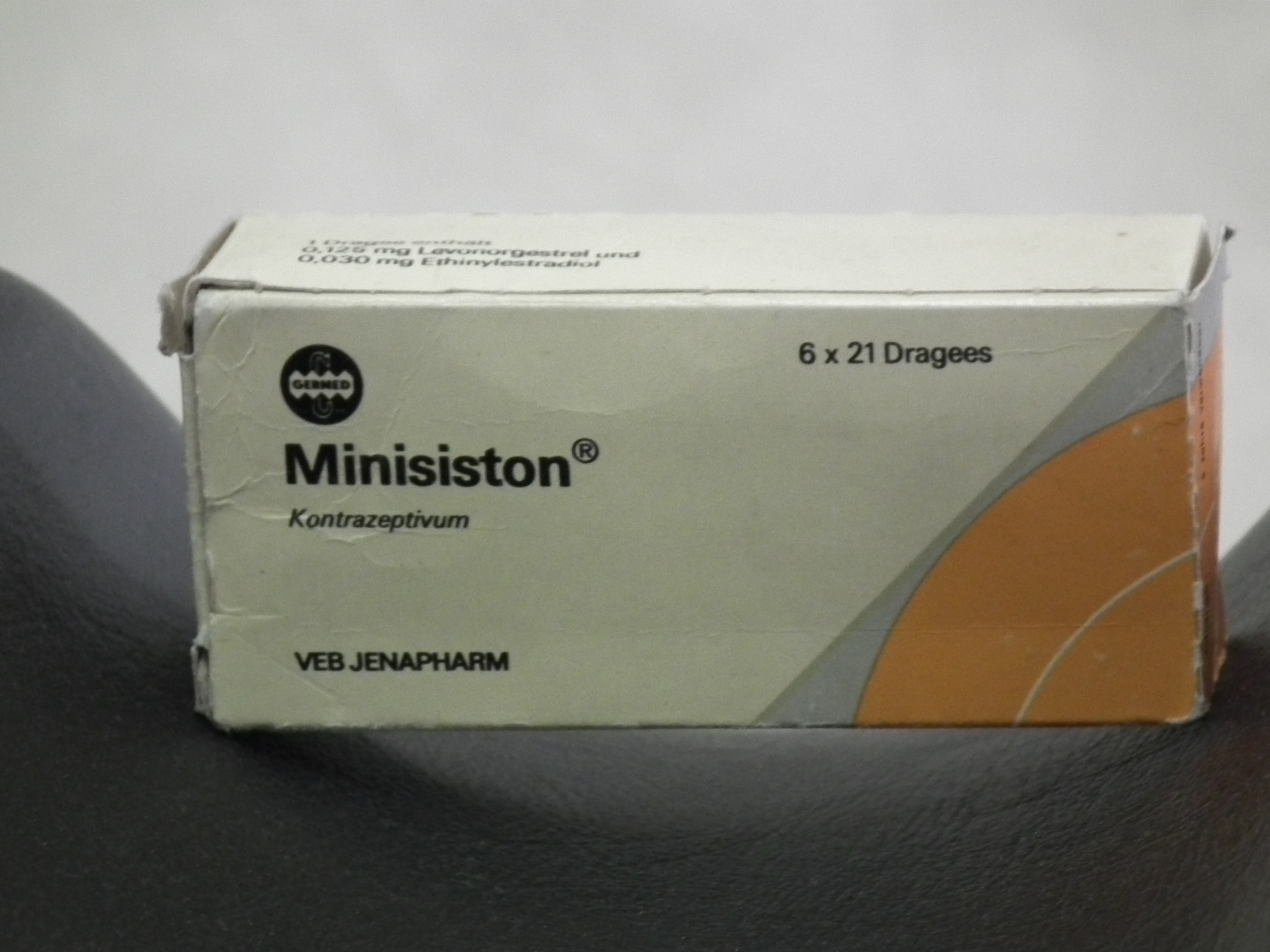
Minisiston

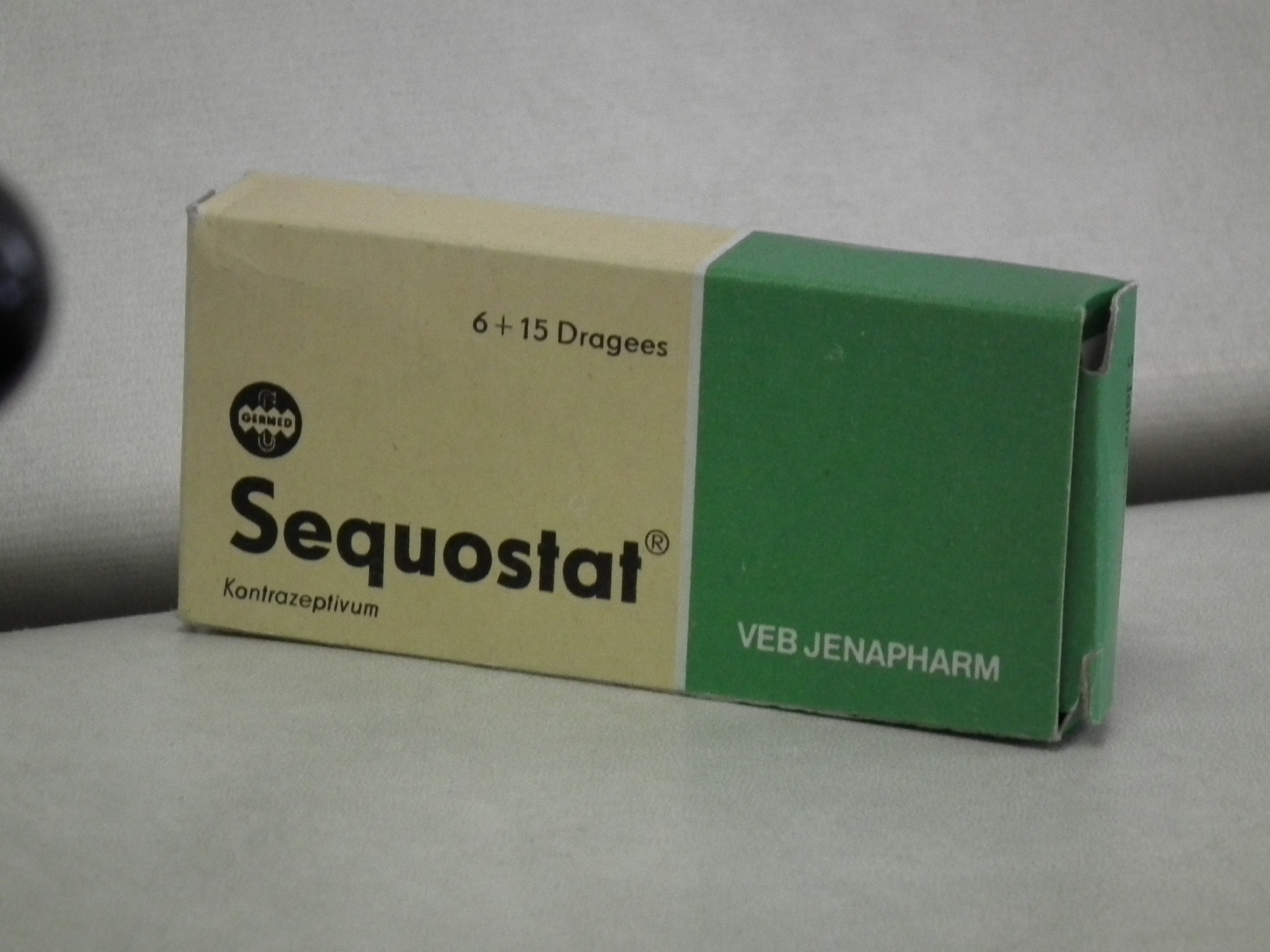
Sequostat

Der Pharmahersteller bietet eine breite Palette von Medikamenten. 

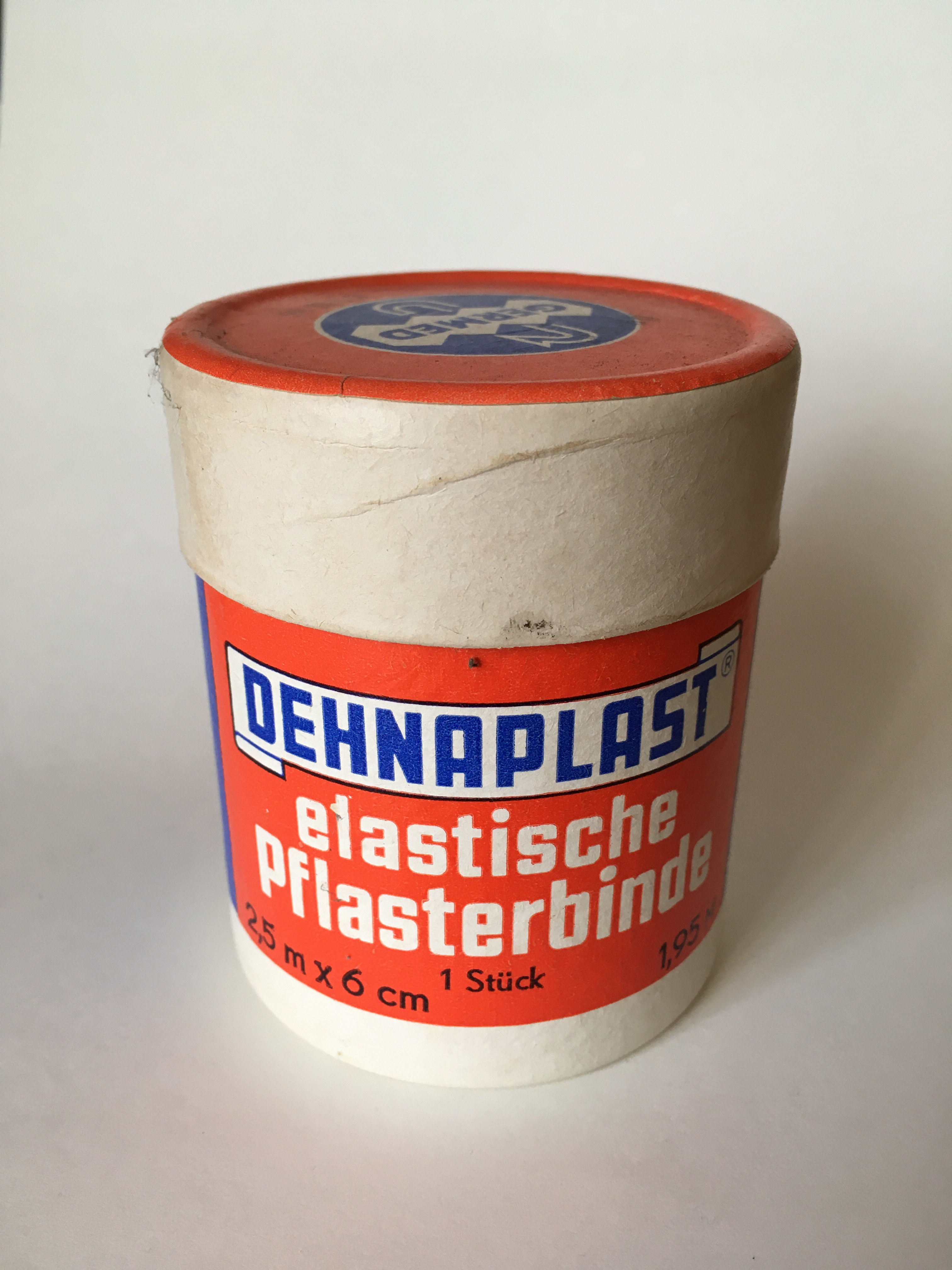
Während der DDR wurden auch Wundverbände wie Dehnaplast, Ankerplast und Gothaplast durch den VEB Jenapharm vertrieben.

Verhütungsmittel
- aida
- Enriqa
- Gravistat 125 fem
- Jaydess[7]
- Kyleena[7]
- Mirena[7]
- Maxim
- Minisiston
- Minisiston 20 fem
- petibelle
- Qlaira
- Trisiston
- Valette
- 28 mini

Mittel zur Behandlung in den Wechseljahren
- Chlormadinon 2 mg fem JENAPHARM
- Estradiol 2 mg fem JENAPHARM
- Estriol 2 mg fem JENAPHARM
- Estriol-Ovulum fem JENAPHARM
- Galafem
- Klimonorm
- lafamme 1 mg/2 mg
- Lafamme 2 mg/2 mg
- Wellnara
- Xapro Creme

Gynäkologika
- Nystatin fem JENAPHARM

Endometriose
- Visanne

Erektile Dysfunktion
- Levitra

Testosteronmangel
- Nebido
- TESTOGEL